# أكيهيرو يامادا
أكيهيرو يامادا (باليابانية: 山田章博؛ بالكانا: やまだ あきひろ) هو رسام توضيحي ومانغاكا ياباني، ولد في 10 فبراير 1957 في كوتشي في اليابان.

## وصلات خارجية
- الموقع الرسمي
- أكيهيرو يامادا على موقع IMDb (الإنجليزية)
- أكيهيرو يامادا على موقع قاعدة بيانات الفيلم (الإنجليزية)
- أكيهيرو يامادا على موقع ANN person (الإنجليزية)